# Івановка (Тюльганський район)
Іва́новка (рос. Ивановка) — село у складі Тюльганського району Оренбурзької області, Росія.

## Населення
Населення — 419 осіб (2010; 489 у 2002).
Національний склад (станом на 2002 рік):
- росіяни — 97 %